# Antonis Georgallides
Antonis Georgallides (grec: Αντώνης Γιωργαλλίδης)  (Làrnaca, 30 de gener de 1982) és un exfutbolista xipriota de la dècada de 2010.
Fou internacional amb la selecció xipriota. Pel que fa a clubs, fou jugador, entre d'altres, d'Olympiakos Nicosia, Anorthosis, Platanias FC i AC Omonia.